# Issel (Fluss)

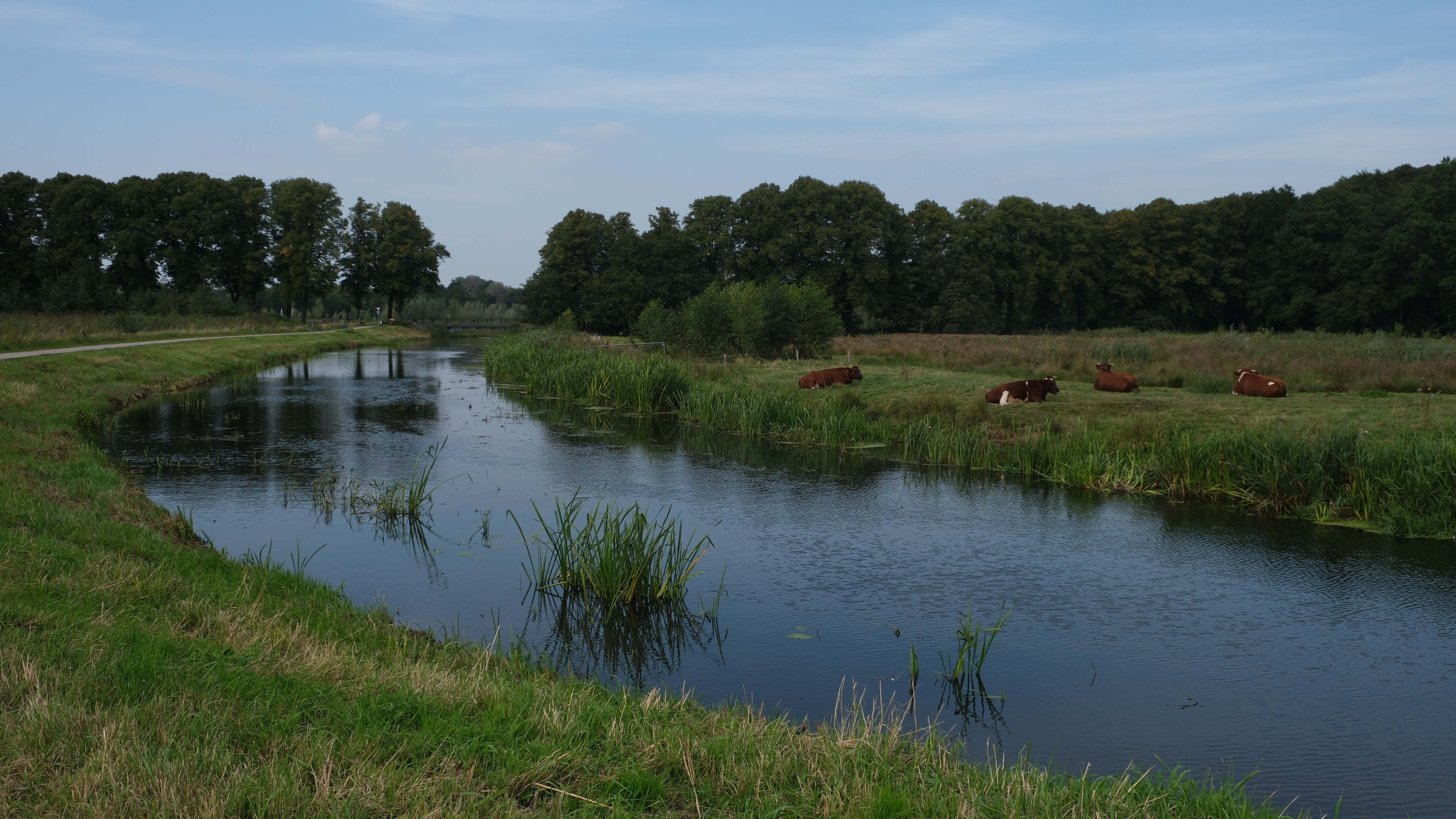
Oude IJssel in Engbergen, in der Gemeinde Oude IJsselstreek

Die Issel ist ein 81,5 km langer deutsch-niederländischer Fluss, der in Raesfeld, Nordrhein-Westfalen, entspringt. Er fließt unter anderem durch das westliche Münsterland sowie durch die niederländische Region Achterhoek und Liemers (Provinz Gelderland). In den Niederlanden heißt der Fluss Oude IJssel. In Doesburg, im Einzugsbereich der Großstadt Arnhem, mündet die Oude IJssel in die IJssel (Geldersche IJssel), die wiederum zum IJsselmeer fließt.

## Flussname

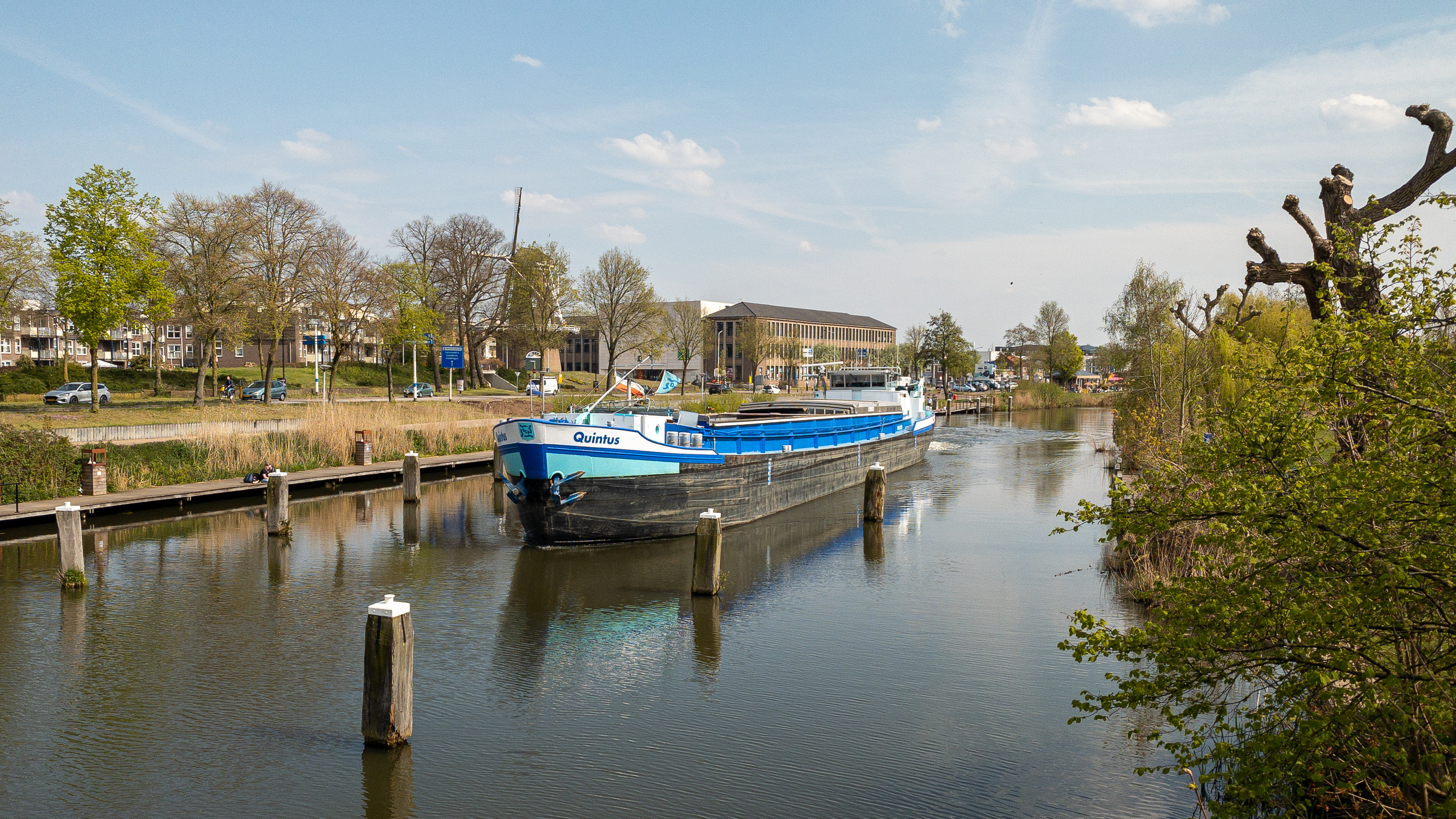
Oude IJssel bei Doetinchem

In Deutschland tragen die Flussabschnitte mehrere Namen: Von der Quelle bis zur sogenannten Möllmannsbrücke wird der Fluss als Westfälische Issel bezeichnet. Von dort bis zur Bärenschleuse im Weseler Ortsteil Lackhausen heißt er Obere Issel. Die Mittlere Issel reicht von dort bis zur Einmündung der Kleinen Issel. Der folgende Flusslauf bis zur niederländischen Grenze wird als Untere Issel bezeichnet. Diese Abschnitte mit den jeweiligen Überflutungsgebieten werden von Wasser- und Bodenverbänden verwaltet, die für den Hochwasserschutz zuständig sind.
In den Niederlanden wird der Fluss durchweg als Oude IJssel bezeichnet. Im Dialekt der Achterhoek heißt es Olde Iessel oder kurz auch Iessel.

## Geographie

### Verlauf
Die Issel entspringt im Kreis Borken im Nordwesten des Naturparks Hohe Mark-Westmünsterland. Ihre Quelle liegt südlich von Borken im dünn besiedelten Nordteil des Gemeindegebiets von Raesfeld auf 55,54 m ü. NHN.
Zunächst fließt die Issel durch Wiesen und Felder in südwestlicher Richtung durch die flachwellige Landschaft des Naturparks bis nahe Wesel im Kreis Wesel, um noch vor der Ortschaft an der Bärenschleuse fast rechtwinklig auf die Fließrichtung des Grabens entlang der Drevenacker Landwehr nach Nordwesten abzuknicken. Durch Hamminkeln, wonach sie den Kreis Wesel verlässt, Bocholt, Isselburg und Anholt, die im Kreis Borken liegen, erreicht sie die niederländische Grenze bei Gendringen und bildet hier auf einem kurzen Abschnitt den Grenzfluss. In den Niederlanden durchfließt sie die Gemeinden Oude IJsselstreek und Doetinchem und mündet bei Doesburg auf 6,7 m ü. NHN in die IJssel. Die IJssel entstand als Flussbifurkation (Abzweig) vom Pannerdens-Kanal, der den Rijn (Rhein) mit dem Nederrijn verbindet.

### Einzugsgebiet und Länge
Bis zur deutsch-niederländischen Grenze ist das Einzugsgebiet der Issel 360,88 km² groß, und bis dorthin ist der deutsche Abschnitt des Flusses etwa 55 km lang. Das Einzugsgebiet der sich jenseits der Grenze anschließenden Oude IJssel hat bis zur in Doesburg liegenden Mündung in die IJssel 847,12 km² Fläche, und der niederländische Teil des Flusses ist 26,5 km lang. Von der Isselquelle bis zur Mündung der Oude IJssel ist das Einzugsgebiet insgesamt 1208 km² groß, und der Fluss ist komplett 81,5 km lang. Die Gesamtfließstrecke der Issel und, ab Doesburg, der IJssel bis zur Mündung in das Ketelmeer ist 178 km lang (anderen Angaben zufolge 177,8 km), und dieser Flusslauf hat ein 4269,645 km² großes Einzugsgebiet.
Das oberirdische Einzugsgebiet der Issel entspricht nicht immer dem hydrologisch wirksamen, da im westlichen Einzugsgebiet der Grundwasserstrom teilweise quer zur Issel zum Rhein hin gerichtet ist. Dadurch verliert der Fluss an mittlerer Wasserführung.

### Nebenflüsse
In Deutschland fließen die Drevenacker Landwehr, die Kleine Issel und der Wolfstrang der Issel zu. In den Niederlanden sind dies der Aa-Strang (Unterlauf der Bocholter Aa) sowie Sloerstrank, Akkermansbeek, Bielheimerbeek (Schlinge), Waalse Water und Hoge Leiding.
Davon ist der bedeutendste Nebenfluss die Bocholter Aa. Hinter der deutsch-niederländischen Grenze heißt sie Aa-Strang und fließt bei Ulft, Gemeinde Oude IJsselstreek, in die Issel (Oude IJssel). Die Bocholter Aa hat ein größeres Einzugsgebiet als die Issel (536 km² gegenüber 360,88 km²) und führt deutlich mehr Wasser als diese (6,0 m³/s gegenüber 3,0 m³/s am Mündungspunkt). Dennoch wird der Fluss stromabwärts weiterhin als Oude IJssel bezeichnet.
Die Oude IJssel fließt weiter nach Nordwesten und markiert den Verlauf des Isselbruchs, einer ehemaligen Stromrinne des Rheins oder der Lippe.

## Sehenswürdigkeiten und Besonderheiten

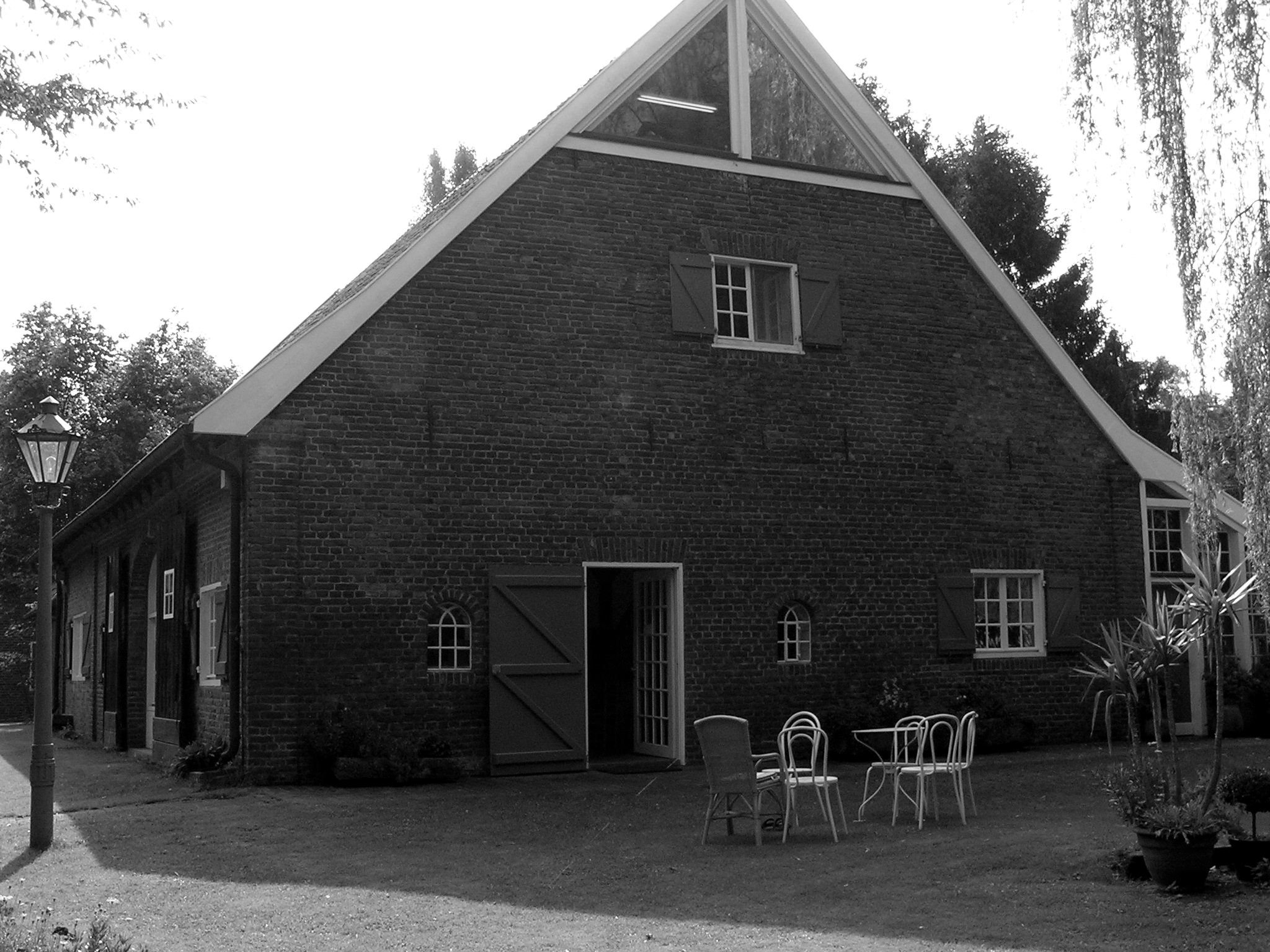
Otto-Pankok-Museum in Hünxe-Drevenack

Der Fluss bildet die Sprachgrenze zwischen dem niederrheinischen (kleverländischen, Süden) und westniederdeutschen (westmünsterländischen) Sprachgebiet, damit die Grenze zwischen dem Niedersächsischen und dem Niederfränkischen. Historisch lag hier eine Grenze zwischen den Sachsen (später Westfalen) und dem Fränkischen Reich (danach Lotharingien, später Rheinland). Die Herrscher, die über diese Gebiete verfügten, führten gegeneinander Kriege. Auch im Achtzigjährigen Krieg der Niederländer gegen Spanien war das Gebiet von Kriegshandlungen betroffen.

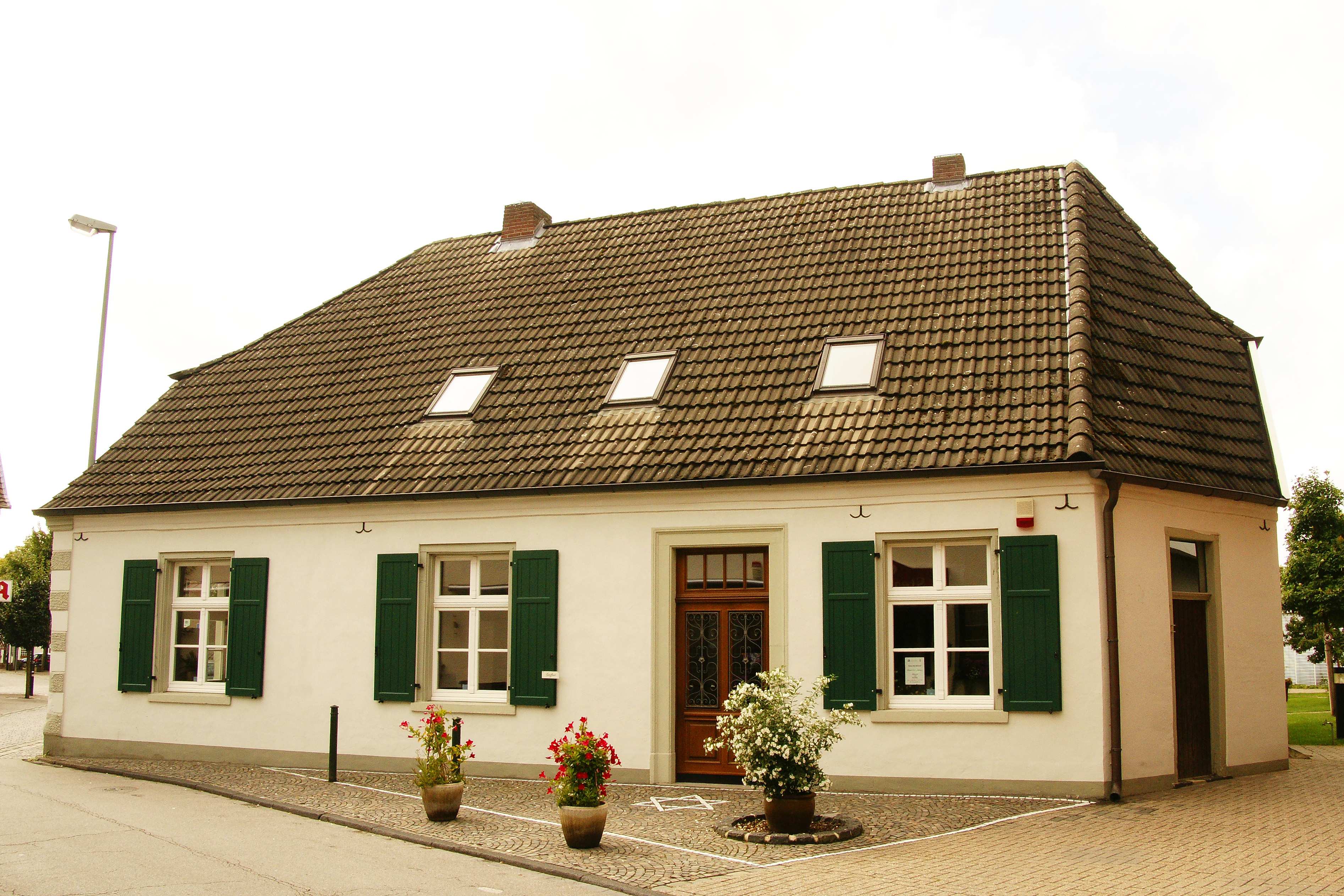
Das Humberghaus in Dingden

Dem Flusslauf entlang gibt es an Sehenswürdigkeiten:
- Schloss Raesfeld mit Gartenanlagen. Das Schloss beherbergt die Akademie des Handwerks als Weiterbildungseinrichtung zum Denkmalschutz. Auf dem Schlossgelände besteht ein Informations- und Besucherzentrum.
- Im Dorf Erle, einem Gemeindeteil von Raesfeld, steht das Naturdenkmal Femeiche, deren Alter auf bis über 1.500 Jahre geschätzt wird.
- Klosterkirche in Hamminkeln-Marienthal. Das Kloster ist eine Gründung von 1258, die Klosterkirche wurde ab 1345 gebaut. Seit 1986 leben hier wieder Brüder vom Karmeliterorden.
- Haus Esselt mit Otto-Pankok-Museum in Hünxe-Drevenack
- Die Bärenschleuse in Wesel-Lackhausen. Von hier aus wurden ab dem frühen 17. Jahrhundert über den Esselgraben die Festungsgräben der Stadt Wesel geflutet.
- Arboretum „Grenzenlust“, eine Sammlung an Bäumen, Sträuchern und Stauden aus heimischen und fernen Naturbereichen an den Grenzen von Hamminkeln, Brünen und Wesel. Mit seinen denkmalgeschützten Gebäuden und Strukturen aus dem frühen 18. Jahrhundert wie Alleen, Fischteichen und Wegen liegt es in einem acht Hektar großen Park.[9]
- Gut Bossigt im Weseler Ortsteil Lackhausen, Geburtshaus von Konrad Duden. Das Haus dient als Tagungshotel.
- Humberghaus in Dingden (Stadt Hamminkeln, Kreis Wesel), ein Museum zu einer ehemaligen Familie von Landjuden, mit Räumen und Objekten und mit der Geschichte von heutigen Nachfahren in Kanada
- Schloss Ringenberg bei Hamminkeln. Seit seiner Renovierung ab 1989 dient das Schloss als Standesamt und beherbergt das Atelierzentrum der Derick-Baegert-Gesellschaft.

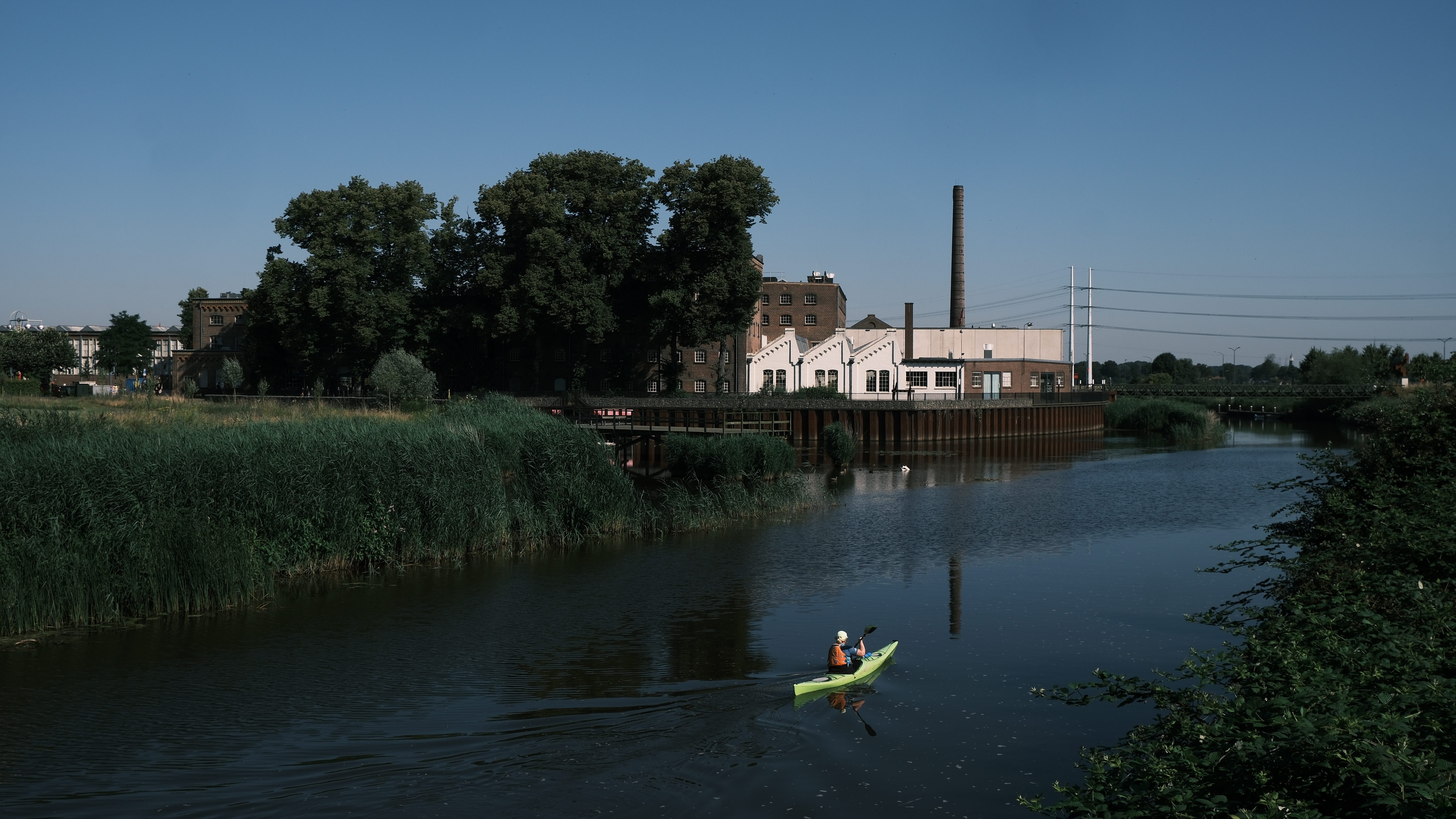
DRU Industriepark in Ulft mit dem Schornstein De Fakkel

- Stadt Werth, Stadtteil der Stadt Isselburg (Kreis Borken)
- Isselburg liegt direkt an der Issel; an einer Brücke befindet sich ein kleiner Park
- Die alte Stadt Anholt (Stadt Isselburg) mit erhaltenen Wallanlagen und Stadtgräben, historischem Rathaus und der ausgemalten Pfarrkirche St. Pankratius
- Schloss Anholt in Anholt. Die Burg der Fürsten Salm-Salm beherbergt ein Museum mit Porzellansammlung, Wandteppichen, Mobiliar und Gemälden und hat weitläufige Parkanlagen
- Das Haus Landfort bei Megchelen, Gemeinde Oude IJsselstreek (Niederlande). In der Nähe von Haus Landfort ist die Issel für eine kurze Strecke ein Grenzfluss.
- Bei Gendringen (Oude IJsselstreek) ist die Issel ebenfalls für eine kurze Strecke ein Grenzfluss und fließt danach an beiden Ufern durch die Niederlande.

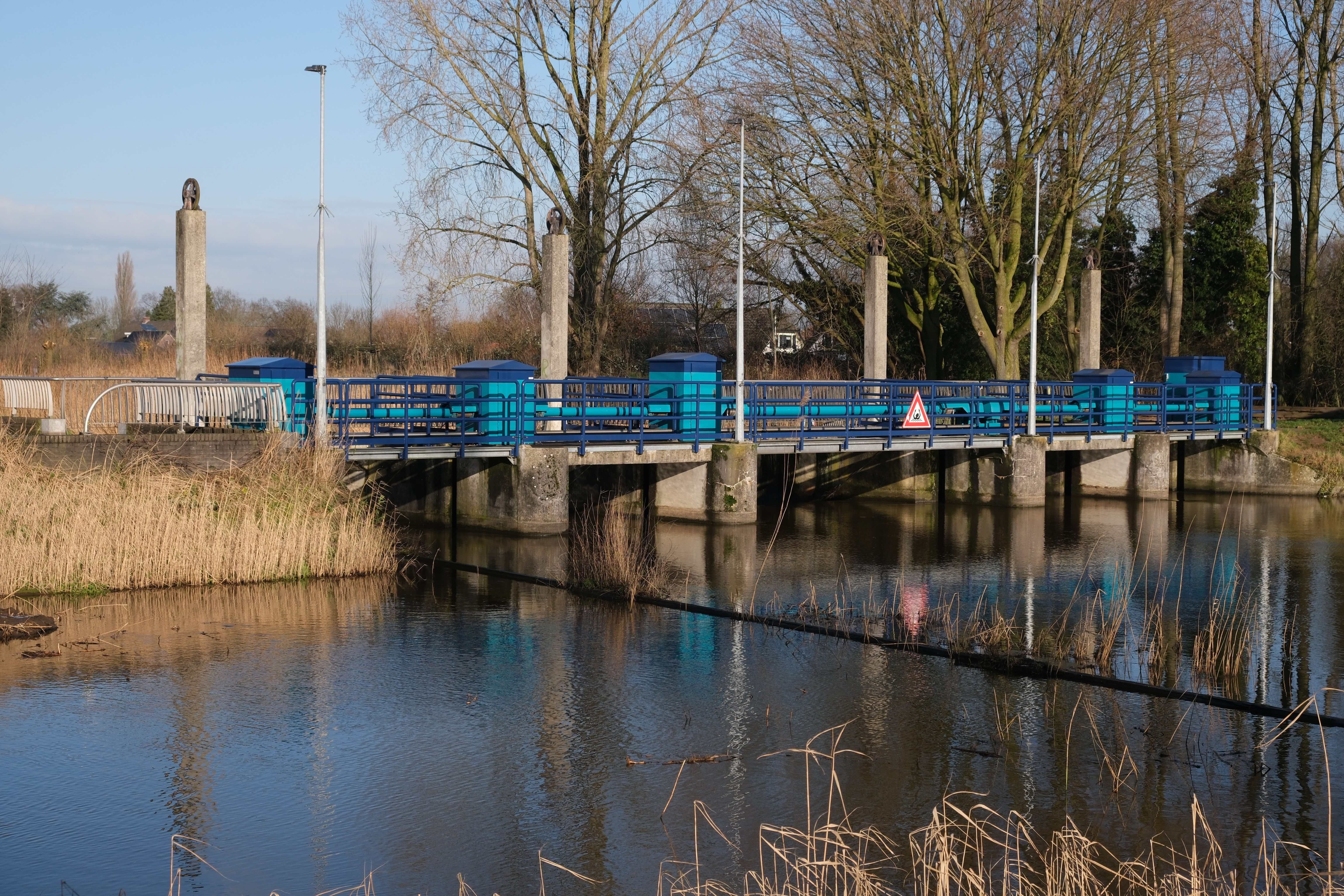
Stauwerk Ulft

- Stauwerk UlftBei Ulft (Oude IJsselstreek), an einem Wanderweg, fließt der Aa-Strang (vom Westen kommend) in die Oude IJssel. Bald darauf folgt das Stauwerk Ulft.
- DRU Industriepark in Ulft. Das ehemalige Eisenwerk wurde 2009 als Kulturzentrum der Gemeinde Oude IJsselstreek neu eröffnet und beherbergt unter anderem ein Theater, ein Restaurant, eine Event-Halle und eine Bibliothek. Bei der DRU legt der Iesselganger ab, ein kleines Ausflugsschiff.
- Terborg (Oude IJsselstreek) hat Stadtrechte seit 1419. Es gibt hier das Naturschutzgebiet De Paasberg und das Schloss Wisch, das allerdings in Privatbesitz ist.
- Doetinchem ist die mit Abstand größte Stadt an der Issel / Oude IJssel. Über den Fluss führt unter anderem eine alte Zugbrücke.
- Kasteel Keppel in Laag-Keppel, eine teils denkmalgeschützte Stadtansicht in der Gemeinde Bronckhorst
- Doesburg (die Gemeinde umfasst die gleichnamige Stadt) ist eine alte Stadt mit zahlreichen Baudenkmälern und Sehenswürdigkeiten.

Ein als IJsselroute bezeichneter Radweg führt in Flussnähe von Anholt über Gendringen, Doetinchem und Ulft nach Doesburg und weiter die IJssel entlang nach Zutphen. Die IJsselroute ist Teil eines grenzüberschreitenden Radwanderwegnetzes, zu dem auch aa-, berkel- und slingeroute gehören. Die Radwege bieten sechs Rundfahrten und können untereinander kombiniert werden.